# 関東ラグビーフットボール協会
関東ラグビーフットボール協会（かんとうラグビーフットボールきょうかい、Japan East Rugby Football Union）は、北海道・東北・関東・甲信越を管轄とする日本ラグビーフットボール協会の支部協会の一つ。

## 主催大会

### 大学
- 関東大学ラグビー対抗戦（Aグループ、Bグループ、A・Bグループ入替戦）
- 関東大学ラグビーリーグ戦（1部、2部、3部、4部、5部、各部入替戦、5部セブンズリーグ）
- 大学ジュニア選手権（カテゴリー1、カテゴリー2、カテゴリー3、カテゴリー4、入替戦）
- 北海道地区大学ラグビーリーグ（チャンピオンシップの部 、道北・道東、道央）
- 東北地区大学ラグビーリーグ
- 北日本大学ラグビーフットボール交流戦
- 全国地区対抗（関東1区1部、関東1区2部、関東2区）
- 関東医歯薬大学ラグビー
- 関東大学春季大会（Aグループ、Bグループ、Cグループ）
- 関東大学オールスターゲーム
- 関東理工系リーグ
- 大学選手権決定戦
- 東日本大学セブンズラグビーフットボール大会
- 関東大学対抗戦グループセブンズ

### 社会人
- トップイーストリーグ（Aグループ、Bグループ、Cグループ、入替戦）- それぞれリーグワンの4部・5部・6部に相当。
- 関東社会人リーグ（1部、2部Aリーグ、2部Bリーグ、3部、Fリーグ）- リーグワンの7部リーグ以下に相当。
- 3地域社会人リーグ順位決定戦 - 関東・関西・九州3協会の最上位リーグの上位チームによる頂上決戦。

#### 社会人の終了したリーグ
- ジャパンラグビートップチャレンジリーグ - 2020-21シーズンで終了。2022年にリーグワンの2部（DIVISION2）・3部（DIVISION3）へ移行した。
- トップノース - 2008年に終了した東北地区のリーグ。

### クラブ
- 東日本クラブ選手権
- 東日本トップクラブリーグ（ディビジョンI、ディビジョンII）
- 関東学生クラブラグビー選手権大会
- 東西学生クラブ対抗試合
- 東日本クラブセブンズ

### 高校
- 関東高等学校ラグビーフットボール大会
- 東北地区高等専門学校体育大会
- 北信越高等学校ラグビーフットボール競技大会
- 高校都予選
- 全国高校ラグビーフットボール大会の各地方大会（北海道・東北・関東・甲信越）
- 関東高等学校ラグビーフットボール都県対抗戦
- 東北高等学校ラグビーフットボール合同チーム大会
- 関東高等学校ラグビーフットボール新人大会
- 東北高等学校ラグビーフットボール新人大会
- 北信越高等学校新人ラグビーフットボール競技大会

### 中学
- 東日本中学生ラグビーフットボール大会
- 東日本ジャンボリー　(U15)

### 女子
- 関東女子ラグビーフットボール大会 - 全国女子ラグビーフットボール選手権大会への進出を賭けた大会

## チーム数・登録者数
傘下の都道県協会、2022年度（令和4年度）登録チーム数、登録会員数（2023年3月現在）

### 都道県協会 と チーム数
| 協会名                           | 大学 | 高専 | 高校 | 中学 | 社会人 | クラブ | 女子 | 小計 | ジュニア クラブ | ラグビー スクール | タグ ラグビー | 合計 |
| -------------------------------- | ---- | ---- | ---- | ---- | ------ | ------ | ---- | ---- | --------------- | ----------------- | ------------- | ---- |
| 北海道ラグビーフットボール協会   | 16   | 2    | 32   | 5    | 2      | 33     | 1    | 91   | 0               | 16                | 0             | 107  |
| 青森県ラグビーフットボール協会   | 5    | 1    | 14   | 0    | 3      | 3      | 2    | 28   | 0               | 4                 | 0             | 32   |
| 岩手県ラグビーフットボール協会   | 4    | 0    | 17   | 2    | 0      | 15     | 0    | 38   | 1               | 11                | 0             | 50   |
| 宮城県ラグビーフットボール協会   | 5    | 2    | 17   | 0    | 1      | 6      | 1    | 32   | 1               | 7                 | 0             | 40   |
| 秋田県ラグビーフットボール協会   | 3    | 1    | 9    | 3    | 0      | 2      | 2    | 20   | 2               | 12                | 0             | 34   |
| 山形県ラグビーフットボール協会   | 1    | 1    | 4    | 1    | 0      | 1      | 1    | 9    | 0               | 2                 | 0             | 11   |
| 福島県ラグビーフットボール協会   | 3    | 1    | 12   | 0    | 2      | 4      | 1    | 23   | 0               | 6                 | 0             | 29   |
| 茨城県ラグビーフットボール協会   | 4    | 0    | 23   | 4    | 3      | 5      | 2    | 41   | 3               | 7                 | 0             | 51   |
| 栃木県ラグビーフットボール協会   | 3    | 0    | 7    | 1    | 1      | 6      | 1    | 19   | 1               | 4                 | 0             | 24   |
| 群馬県ラグビーフットボール協会   | 3    | 0    | 19   | 0    | 2      | 10     | 3    | 37   | 0               | 7                 | 0             | 44   |
| 埼玉県ラグビーフットボール協会   | 8    | 0    | 47   | 15   | 4      | 11     | 4    | 89   | 0               | 23                | 0             | 112  |
| 千葉県ラグビーフットボール協会   | 10   | 0    | 36   | 5    | 5      | 13     | 2    | 71   | 3               | 18                | 1             | 93   |
| 東京都ラグビーフットボール協会   | 49   | 1    | 70   | 56   | 41     | 63     | 5    | 285  | 1               | 28                | 1             | 315  |
| 神奈川県ラグビーフットボール協会 | 16   | 0    | 43   | 13   | 7      | 30     | 3    | 112  | 1               | 23                | 0             | 136  |
| 山梨県ラグビーフットボール協会   | 2    | 0    | 9    | 7    | 2      | 2      | 1    | 23   | 0               | 4                 | 0             | 27   |
| 長野県ラグビーフットボール協会   | 2    | 0    | 10   | 1    | 4      | 2      | 0    | 19   | 1               | 7                 | 0             | 27   |
| 新潟県ラグビーフットボール協会   | 3    | 0    | 14   | 1    | 4      | 2      | 1    | 25   | 1               | 8                 | 0             | 34   |
| 2022年度 合計（2023年3月）       | 137  | 9    | 383  | 114  | 81     | 208    | 30   | 962  | 15              | 187               | 2             | 1166 |
| 前年度からの増減                 | +1   | 0    | -13  | +1   | -3     | +10    | 0    | -4   | +4              | -1                | +1            | -2   |
|                                  | 大学 | 高専 | 高校 | 中学 | 社会人 | クラブ | 女子 | 小計 | ジュニア クラブ | ラグビー スクール | タグ ラグビー | 合計 |

### 登録会員数（人）
| 関東ラグビーフットボール協会 | 大学  | 高専 | 高校  | 中学  | 社会人 | クラブ | 女子 | 小計   | ジュニア クラブ | ラグビー スクール | タグ ラグビー | 合計   |
| ---------------------------- | ----- | ---- | ----- | ----- | ------ | ------ | ---- | ------ | --------------- | ----------------- | ------------- | ------ |
| 2022年度（2023年3月）        | 6,031 | 200  | 9,592 | 2,033 | 3,975  | 7,663  | 590  | 30,084 | 789             | 18,493            | 54            | 49,410 |
| 前年度からの増減             | -79   | +45  | -637  | -225  | +165   | +1,327 | +48  | +644   | -3              | -49               | +19           | +611   |

- 2022年度において、高校生の登録者数が1万人を下回った。

## 歴史
1899年（明治32年） - 慶應義塾の英文学教員のエドワード・B・クラーク（ケンブリッジ大学出身）が、田中銀之助（学習院出身）と共に、塾生にラグビー指導を始める。田中は後年、関東ラグビー蹴球協会の初代会長になる。
当初、慶應義塾のラグビーは同好会活動だったが、1903年（明治36年）に慶應義塾体育会に正式加盟し、これが日本人初のラグビー部となる慶應義塾體育會蹴球部の始まりとなる。その後、各地の大学・旧制中学（現在の高等学校）にラグビー部が次々と生まれる。
1919年（大正8年） - 第三高校（京都大学の前身）と同志社のラグビー部OBが中心となり、「オールホワイト」こと関西ラグビー倶楽部（KRAC）を設立。プレーするだけでなく関西ラグビーの発展を目指し、西部ラグビー協会の母体となる。
1920年（大正9年） - 関西ラグビー倶楽部（KRAC）との「東西OB対抗戦」に向けて、慶應義塾OBを中心に関東各校OBからなるAll Japan Rugby Association（AJRA）を設立。1903年（明治39年）早慶野球試合でのトラブル 以降、両校の対戦が禁止されていた慶應義塾と早稲田の仲を取りもち早慶戦を実施し、早慶スポーツ交流を再開させる など、関東ラグビー協会の母体となる。
1922年（大正11年） - 第1回早慶戦を実施。国内ラグビー試合で初めて入場料を徴収する予定だったが、アマチュアリズムに関する議論を呼び、断念した。
1924年（大正13年）6月20日 - 関東ラグビー蹴球協会が発足した。慶應義塾ほか東京帝国大学・早稲田など各校OBからなるAJRAが設立母体だった。この年の早慶戦から、関東ラグビー蹴球協会主催として入場料の徴収を始める。
1924年（大正13年）9月 - 九州ラグビー倶楽部が創立。現在の九州ラグビーフットボール協会の母体。
1925年（大正14年） - 西部ラグビー蹴球協会（現在の関西ラグビーフットボール協会、九州ラグビーフットボール協会）が発足した。三高OB・同志社OBなどからなる関西ラグビー倶楽部が設立母体。九州ラグビー倶楽部は、「西部ラグビー蹴球協会九州支部」として活動。
1926年（大正15年）11月30日 - 日本ラグビー蹴球協会（現・日本ラグビーフットボール協会）が創立。関東ラグビー蹴球協会と、西部ラグビー蹴球協会の2つを統括運営する組織となる。
1930年（昭和5年）10月 - 関東協会から機関誌『ラグビー』を発刊。しかし2年弱、第8号で休刊となった。1934年（昭和9年）1月には、あらためて関東協会から機関誌『Rugby Football』が発刊された。断続的に発行されたあと、1937年（昭和12年）全10号で休刊となった。戦後になり、1951年（昭和26年）10月に日本ラグビーフットボール協会が、 機関誌『RUGBY FOOTBALL』 を創刊した。
1945年（昭和20年）11月2日 - 関東地区で戦後初となる公式戦を開催。空襲を免れた成城高校（現在の成城大学）のグラウンド（東京都世田谷区）を使い、学生、OBがそれぞれ紅白試合を行った。
1946年（昭和21年） - 第17回関東6大学対抗戦を開催。
2011年度（平成23年度） - マンオブザイヤー（現・プレーヤーオブザイヤー）表彰開始。
2024年度（令和6年度）- 関東ラグビーフットボール協会の創立100周年を記念し、イベント、式典、試合を行う。

## シンボルマーク
- 関東ラグビーフットボール協会のマークのモチーフは「炎」。1947年（昭和22年）3月、東西学生対抗試合第1回大会の開催を機に、関東ラグビーフットボール協会のマーク（炎をモチーフにしている）が制定された[31]。
- 2024年度の創立100周年記念事業では、記念ロゴを作成した[30]。

## プレーヤーオブザイヤー
関東協会が、シーズンを通して最も活躍した選手を表彰する。2011年度「マンオブザイヤー」として開始。2021年度から「プレーヤーオブザイヤー」に改称。
| 年度 | 選手       | 所属         | 備考   |
| ---- | ---------- | ------------ | ------ |
| 2011 | 森田佳寿   | 帝京大学     | [ 32 ] |
| 2012 | 内田啓介   | 筑波大学     | [ 32 ] |
| 2013 | 金正奎     | 早稲田大学   | [ 32 ] |
| 2014 | 森川由起乙 | 帝京大学     | [ 32 ] |
| 2015 | 坂手淳史   | 帝京大学     | [ 32 ] |
| 2016 | 松田力也   | 帝京大学     | [ 32 ] |
| 2017 | 河野良太   | 大東文化大学 | [ 32 ] |

| 年度 | 選手       | 所属     | 備考   |
| ---- | ---------- | -------- | ------ |
| 2018 | 竹山晃暉   | 帝京大学 | [ 32 ] |
| 2019 | 武井日向   | 明治大学 | [ 32 ] |
| 2020 | 箸本龍雅   | 明治大学 | [ 32 ] |
| 2021 | 細木康太郎 | 帝京大学 | [ 32 ] |
| 2022 | 高本幹也   | 帝京大学 | [ 32 ] |
| 2023 | 武藤ゆらぎ | 東海大学 | [ 28 ] |
| 2024 |            |          |        |